# Hongaars handbalteam junioren (vrouwen)
Het Hongaars handbalteam junioren is het nationale onder-19 en onder-20 handbalteam van Hongarije. Het team vertegenwoordigt het Magyar Kézilabda-szövetség in internationale handbalwedstrijden voor vrouwen.

## Resultaten

### Wereldkampioenschap handbal onder 20
| Wereldkampioenschap handbal onder 20 | Wereldkampioenschap handbal onder 20                  | Wereldkampioenschap handbal onder 20                  | Wereldkampioenschap handbal onder 20                  | Wereldkampioenschap handbal onder 20                  | Wereldkampioenschap handbal onder 20                  | Wereldkampioenschap handbal onder 20                  | Wereldkampioenschap handbal onder 20                  | Wereldkampioenschap handbal onder 20                  |
| Jaar                                 | Resultaat                                             | Wed                                                   | W                                                     | G                                                     | V                                                     | DV                                                    | DT                                                    | DS                                                    |
| ------------------------------------ | ----------------------------------------------------- | ----------------------------------------------------- | ----------------------------------------------------- | ----------------------------------------------------- | ----------------------------------------------------- | ----------------------------------------------------- | ----------------------------------------------------- | ----------------------------------------------------- |
| 1977                                 | 6de                                                   | 5                                                     | 2                                                     | 0                                                     | 3                                                     | 59                                                    | 50                                                    | +9                                                    |
| 1979                                 | 4de                                                   | 7                                                     | 5                                                     | 0                                                     | 2                                                     | 117                                                   | 95                                                    | +22                                                   |
| 1981                                 | Niet deelgenomen aan kwalificatie/niet gekwalificeerd | Niet deelgenomen aan kwalificatie/niet gekwalificeerd | Niet deelgenomen aan kwalificatie/niet gekwalificeerd | Niet deelgenomen aan kwalificatie/niet gekwalificeerd | Niet deelgenomen aan kwalificatie/niet gekwalificeerd | Niet deelgenomen aan kwalificatie/niet gekwalificeerd | Niet deelgenomen aan kwalificatie/niet gekwalificeerd | Niet deelgenomen aan kwalificatie/niet gekwalificeerd |
| 1983                                 | Niet deelgenomen aan kwalificatie/niet gekwalificeerd | Niet deelgenomen aan kwalificatie/niet gekwalificeerd | Niet deelgenomen aan kwalificatie/niet gekwalificeerd | Niet deelgenomen aan kwalificatie/niet gekwalificeerd | Niet deelgenomen aan kwalificatie/niet gekwalificeerd | Niet deelgenomen aan kwalificatie/niet gekwalificeerd | Niet deelgenomen aan kwalificatie/niet gekwalificeerd | Niet deelgenomen aan kwalificatie/niet gekwalificeerd |
| 1985                                 | Niet deelgenomen aan kwalificatie/niet gekwalificeerd | Niet deelgenomen aan kwalificatie/niet gekwalificeerd | Niet deelgenomen aan kwalificatie/niet gekwalificeerd | Niet deelgenomen aan kwalificatie/niet gekwalificeerd | Niet deelgenomen aan kwalificatie/niet gekwalificeerd | Niet deelgenomen aan kwalificatie/niet gekwalificeerd | Niet deelgenomen aan kwalificatie/niet gekwalificeerd | Niet deelgenomen aan kwalificatie/niet gekwalificeerd |
| 1987                                 | Niet deelgenomen aan kwalificatie/niet gekwalificeerd | Niet deelgenomen aan kwalificatie/niet gekwalificeerd | Niet deelgenomen aan kwalificatie/niet gekwalificeerd | Niet deelgenomen aan kwalificatie/niet gekwalificeerd | Niet deelgenomen aan kwalificatie/niet gekwalificeerd | Niet deelgenomen aan kwalificatie/niet gekwalificeerd | Niet deelgenomen aan kwalificatie/niet gekwalificeerd | Niet deelgenomen aan kwalificatie/niet gekwalificeerd |
| 1989                                 | Niet deelgenomen aan kwalificatie/niet gekwalificeerd | Niet deelgenomen aan kwalificatie/niet gekwalificeerd | Niet deelgenomen aan kwalificatie/niet gekwalificeerd | Niet deelgenomen aan kwalificatie/niet gekwalificeerd | Niet deelgenomen aan kwalificatie/niet gekwalificeerd | Niet deelgenomen aan kwalificatie/niet gekwalificeerd | Niet deelgenomen aan kwalificatie/niet gekwalificeerd | Niet deelgenomen aan kwalificatie/niet gekwalificeerd |
| 1991                                 | Niet deelgenomen aan kwalificatie/niet gekwalificeerd | Niet deelgenomen aan kwalificatie/niet gekwalificeerd | Niet deelgenomen aan kwalificatie/niet gekwalificeerd | Niet deelgenomen aan kwalificatie/niet gekwalificeerd | Niet deelgenomen aan kwalificatie/niet gekwalificeerd | Niet deelgenomen aan kwalificatie/niet gekwalificeerd | Niet deelgenomen aan kwalificatie/niet gekwalificeerd | Niet deelgenomen aan kwalificatie/niet gekwalificeerd |
| 1993                                 | Niet deelgenomen aan kwalificatie/niet gekwalificeerd | Niet deelgenomen aan kwalificatie/niet gekwalificeerd | Niet deelgenomen aan kwalificatie/niet gekwalificeerd | Niet deelgenomen aan kwalificatie/niet gekwalificeerd | Niet deelgenomen aan kwalificatie/niet gekwalificeerd | Niet deelgenomen aan kwalificatie/niet gekwalificeerd | Niet deelgenomen aan kwalificatie/niet gekwalificeerd | Niet deelgenomen aan kwalificatie/niet gekwalificeerd |
| 1995                                 | Niet gekwalificeerd                                   | Niet gekwalificeerd                                   | Niet gekwalificeerd                                   | Niet gekwalificeerd                                   | Niet gekwalificeerd                                   | Niet gekwalificeerd                                   | Niet gekwalificeerd                                   | Niet gekwalificeerd                                   |
| 1997                                 | 10de                                                  | 5                                                     | 2                                                     | 0                                                     | 3                                                     | 117                                                   | 115                                                   | +2                                                    |
| 1999                                 | 4de                                                   | 9                                                     | 5                                                     | 0                                                     | 4                                                     | 206                                                   | 207                                                   | -1                                                    |
| 2001                                 | 2de                                                   | 9                                                     | 7                                                     | 0                                                     | 2                                                     | 271                                                   | 185                                                   | +86                                                   |
| 2003                                 | 2de                                                   | 9                                                     | 7                                                     | 0                                                     | 2                                                     | 256                                                   | 213                                                   | +43                                                   |
| 2005                                 | 4de                                                   | 9                                                     | 6                                                     | 0                                                     | 3                                                     | 237                                                   | 204                                                   | +33                                                   |
| 2008                                 | 5de                                                   | 8                                                     | 5                                                     | 1                                                     | 2                                                     | 220                                                   | 224                                                   | -4                                                    |
| 2010                                 | 5de                                                   | 9                                                     | 6                                                     | 1                                                     | 2                                                     | 276                                                   | 185                                                   | +91                                                   |
| 2012                                 | 3de                                                   | 9                                                     | 5                                                     | 1                                                     | 3                                                     | 239                                                   | 201                                                   | +38                                                   |
| 2014                                 | 7de                                                   | 9                                                     | 7                                                     | 0                                                     | 2                                                     | 241                                                   | 165                                                   | +76                                                   |
| 2016                                 | 10de                                                  | 7                                                     | 3                                                     | 1                                                     | 3                                                     | 196                                                   | 181                                                   | +15                                                   |
| Totaal                               | 12/20                                                 | 95                                                    | 60                                                    | 4                                                     | 31                                                    | 2.435                                                 | 2.025                                                 | +410                                                  |

 Kampioenen   Runners-up   Derde plaats   Vierde plaats

### Europese kampioenschappen onder 19
| Europees kampioenschap handbal onder 19 | Europees kampioenschap handbal onder 19 | Europees kampioenschap handbal onder 19 | Europees kampioenschap handbal onder 19 | Europees kampioenschap handbal onder 19 | Europees kampioenschap handbal onder 19 | Europees kampioenschap handbal onder 19 | Europees kampioenschap handbal onder 19 | Europees kampioenschap handbal onder 19 |
| Jaar                                    | Resultaat                               | Wed                                     | W                                       | G                                       | V                                       | DV                                      | DT                                      | DS                                      |
| --------------------------------------- | --------------------------------------- | --------------------------------------- | --------------------------------------- | --------------------------------------- | --------------------------------------- | --------------------------------------- | --------------------------------------- | --------------------------------------- |
| 1996                                    | Niet gekwalificeerd                     | Niet gekwalificeerd                     | Niet gekwalificeerd                     | Niet gekwalificeerd                     | Niet gekwalificeerd                     | Niet gekwalificeerd                     | Niet gekwalificeerd                     | Niet gekwalificeerd                     |
| 1998                                    | 6de                                     | 6                                       | 2                                       | 1                                       | 3                                       | 157                                     | 155                                     | -2                                      |
| 2000                                    | 8ste                                    | 6                                       | 3                                       | 0                                       | 3                                       | 147                                     | 145                                     | -2                                      |
| 2002                                    | 2de                                     | 7                                       | 6                                       | 0                                       | 1                                       | 179                                     | 127                                     | +52                                     |
| 2004                                    | Niet gekwalificeerd                     | Niet gekwalificeerd                     | Niet gekwalificeerd                     | Niet gekwalificeerd                     | Niet gekwalificeerd                     | Niet gekwalificeerd                     | Niet gekwalificeerd                     | Niet gekwalificeerd                     |
| 2007                                    | 8ste                                    | 7                                       | 2                                       | 0                                       | 5                                       | 208                                     | 218                                     | -10                                     |
| 2009                                    | 2de                                     | 7                                       | 5                                       | 1                                       | 1                                       | 189                                     | 148                                     | +41                                     |
| 2011                                    | 14de                                    | 7                                       | 2                                       | 1                                       | 4                                       | 180                                     | 190                                     | -10                                     |
| 2013                                    | 2de                                     | 7                                       | 5                                       | 0                                       | 2                                       | 180                                     | 171                                     | +9                                      |
| 2015                                    | 4de                                     |                                         |                                         |                                         |                                         |                                         |                                         |                                         |
| 2017                                    | 4de                                     |                                         |                                         |                                         |                                         |                                         |                                         |                                         |
| 2019                                    | 1ste                                    |                                         |                                         |                                         |                                         |                                         |                                         |                                         |
| 2021                                    | 1ste                                    |                                         |                                         |                                         |                                         |                                         |                                         |                                         |
| Totaal                                  | 11/13                                   |                                         |                                         |                                         |                                         |                                         |                                         |                                         |

 Kampioenen   Runners-up   Derde plaats   Vierde plaats